# Ivan Cočev
Ivan Ivanov Cočev (bulharsky Иван Иванов Цочев; * 9. července 1954 Sofie, Bulharsko) je bývalý bulharský zápasník, volnostylař. V roce 1980 vybojoval na olympijských hrách v Moskvě čtvrté místo v kategorii do 57 kg. V roce 1978 a 1979 vybojoval bronz a v roce 1980 stříbro na mistrovství Evropy.